# آنا رکنر
آنا رکنر (به انگلیسی: Ana Rucner) (زاده ۱۲ فوریه ۱۹۸۳) خواننده اهل کرواسی است.
او در مسابقه آواز یوروویژن ۲۰۱۶ به همراه دالا ، دین و جالا نماینده بوسنی و هرزگوین بود .